# M75 (球狀星團)
M75（也稱為NGC 6864）是一個位於人馬座的球狀星團，於1780年被梅香發現，並且在同年被梅西耶發現並登錄在他的疑似彗星目錄中。
M75與地球的距離大約是67,500 光年，將他在天空中的視大小換算成實際的半徑約為67光年。他的類型是高度集中的Ⅰ，意思是他是所有已知的球狀星團中，核心密度最高的。M75的絕對星等大約是-8.5等，光度相當於或超過180,000顆太陽。

## 外部連結
- Messier 75 @ SEDS Messier pages